# 名古屋市立辻小学校
名古屋市立辻小学校（なごやしりつ つじしょうがっこう）は、愛知県名古屋市北区辻町にある名古屋市立小学校。

## 歴史

### 沿革
- 1981年（昭和57年）4月 - 現在地において名古屋市立辻小学校として開校[2]。学校敷地は、大隈鐵工所の工場敷地であった[1]。
- 1985年（昭和60年）4月 - 障害児学級設置[2]。
- 2001年（平成13年）5月 - トワイライトスクール開設[2]。

### 児童数の変遷
『愛知県小中学校誌』（1998年）によると、児童数の変遷は以下の通りである。
| 1983年（昭和58年） | 722人 |  |
| 1987年（昭和62年） | 753人 |  |
| 1997年（平成9年）  | 543人 |  |

## 教育方針
- 素直で明るく　進んで学ぶ子ども
- 素直で明るく　思いやりのある子ども
- 素直で明るく　粘り強く努力する子ども[3]

## 学校行事
| - 4月 遠足 - 5月 運動会 - 6月 学校開放 | - 7月 - 8月 中津川野外学習 - 9月 草取り集会・修学旅行 | - 10月 親子清掃 - 11月 学芸会 - 12月 | - 1月 - 2月 - 3月 交通指導に感謝する会 |

## 通学区域
- 名古屋市北区
  - 大野町5丁目[5]
  - 米が瀬町[5]
  - 新堀町[5]
  - 辻町1～9丁目[5]
  - 辻町字古新田および字薬師浦)[5]
  - 辻本通2～4丁目[5]
  - 天道町5丁目[5]
  - 長喜町4丁目[5]

## 進学先中学校
- 名古屋市立北陵中学校[5]

## 交通
- 名古屋市営地下鉄上飯田線・名鉄小牧線 上飯田駅2番出口より徒歩15分[6]
- 名古屋市営地下鉄名城線 志賀本通駅4番出口より徒歩25分[6]